# Aoplus confirmatus
Aoplus confirmatus là một loài tò vò trong họ Ichneumonidae.